# Philodryas psammophidea
Philodryas psammophidea — вид змій родини полозових (Colubridae). Мешкає в Південній Америці.

## Поширення і екологія
Philodryas psammophidea мешкають в західній і центральній Бразилії, на сході Болівії, в Парагваю і Аргентині (на південь до Патагонії). Вони живуть на луках та у вологих саванах.